# Liga ASOBAL de 2007–08
A Liga ASOBAL de 2007–2008 foi a 18º edição da Liga ASOBAL como primeira divisão do handebol espanhol. Com 16 equipes participantes o campeão foi o BM Ciudad Real.